# T-BOLAN (アルバム)
『T-BOLAN』（ティーボラン）は、1991年11月21日 にROCK IT RECORDSから発売されたT-BOLANの1枚目のミニ・アルバム。規格品番はROCL-6001。
1993年4月3日にZAIN RECORDSから再発売された。規格品番はZACL-2001。

## 概要
デビューシングル「悲しみが痛いよ」以外は自作曲である。後に「離したくはない」は、一部の歌詞を変えて、シングルカット。トランスビートを採用して殆どの収録楽曲を制作していたものの、次の作品以降T-BOLANの楽曲では耳にしなくなる。再発盤ではサウンド・プロデューサーおよびアレンジャーのクレジットにT-BOLANが追加されている。

## 収録曲
| #         | タイトル                     | 作詞       | 作曲              | 編曲              | 時間  |
| --------- | ---------------------------- | ---------- | ----------------- | ----------------- | ----- |
| 1.        | 「悲しみが痛いよ」           | 川島だりあ | 川島だりあ        | 西田昌史          | 3:38  |
| 2.        | 「気絶するほど愛してほしい」 | 森友嵐士   | 森友嵐士          | 西田昌史･明石昌夫 | 4:31  |
| 3.        | 「くちびるはNo kiss」        | 森友嵐士   | 森友嵐士･五味孝氏 | 明石昌夫          | 4:27  |
| 4.        | 「離したくはない」           | 森友嵐士   | 森友嵐士          | 西田昌史          | 4:54  |
| 5.        | 「DEAD END」                 | 森友嵐士   | 森友嵐士          | 西田昌史          | 3:48  |
| 6.        | 「Dreamin'」                 | 森友嵐士   | 五味孝氏          | 明石昌夫          | 4:45  |
| 合計時間: | 合計時間:                    | 合計時間:  | 合計時間:         | 合計時間:         | 26:03 |

### 解説
1. 悲しみが痛いよ
1stシングル。
2. 気絶するほど愛してほしい
3. くちびるはNo kiss
4. 離したくはない
後に2ndシングルとしてリカットされたが、1コーラス目Bメロの歌詞が本作に収録されているものとは異なっている。
5. DEAD END
6. Dreamin'
前曲から、そのままイントロに繋がっている。

## 参加ミュージシャン
- 大黒摩季 - コーラス
- 鈴木英俊 - ギター
- 小野塚晃 - キーボード